# Central School of Speech and Drama
De Central School of Speech and Drama is een instelling voor gesubsidieerd hoger onderwijs in Londen, Engeland. De school werd opgericht in 1906 door Elsie Fogerty. Ze had de bedoeling om jonge acteurs en andere studenten een nieuwe methode van acteren aan te leren, naast nieuwe stemtechnieken. Tijdens de Tweede Wereldoorlog was de school gehuisvest in de Royal Albert Hall. Tegen het einde van de oorlog verhuisde de school naar Exeter. Tegenwoordig is de campus gevestigd in de wijk Swiss Cottage in het noorden van Londen.
Er kunnen lessen gevolgd worden in acteren, kunst, circus, kostuumontwerp, design, regie, doceren, dramaturgie, massamedia, musical, theater, performance, rekwisieten, poppentheater, scenografie, podiumdesign, podiummanagement, lichttechniek, geluid, stem, schrijven.

## Afgestudeerden
Beroemde personen die gestudeerd hebben aan de Central School of Speech and Drama zijn:
| - Joss Ackland - Peggy Ashcroft - Paul Bailey - Jill Balcon - Lynda Bellingham - Gael Garcia Bernal - Claire Bloom - James Bolam - Jeremy Brett - Ben Browder - Michael Cacoyannis - Phyllis Calvert - Jim Cartwright - Oliver Chris - Julie Christie - Jeremy Clyde - Pauline Collins - Wendy Craig - Anna Cropper - Danni Curtis - Peter Davison - Judi Dench - Amanda Donohoe - Christopher Eccleston | - Jennifer Ehle - Rupert Everett - Jonathan Firth - Carrie Fisher - Jerome Flynn - James Frain - Martin Freeman - Dawn French - Philip Glenister - Selina Griffiths - Trevor Griffiths - Suzanna Hamilton - Jason Isaacs - Ann Jellicoe - Hannah John-Kamen - Alice Krige - John Laurie - Cherie Lunghi - Susan Lynch - Virginia McKenna - Camille Mitchell - Stephen Moore - Laurence Olivier - John Owen-Jones | - Richard Pasco - Neil Pearson - Harold Pinter - James Purefoy - Lynn Redgrave - Vanessa Redgrave - Julian Rhind-Tutt - Natasha Richardson - Bruce Robinson - Tony Robinson - Jennifer Saunders - Rufus Sewell - Catherine Tate - Ann Todd - Kathleen Turner - Mary Ure - Deepak Verma - Zoë Wanamaker - Deborah Warner - Kevin Whately - Mary Wimbush - Frank Windsor - Irene Worth - Emmelie Zipson |